# I visitatori 2 - Ritorno al passato
I visitatori 2 - Ritorno al passato (Les Couloirs du temps: Les visiteurs 2) è un film del 1998 diretto da Jean-Marie Poiré.
È una commedia fantastica seguito del film I visitatori del 1993, con protagonisti Jean Reno e Christian Clavier.
La pellicola ha avuto un seguito,  I visitatori 3 - Liberté, egalité, fraternité nel 2016 (edito in Italia nel 2018).

## Trama
1123: Il matrimonio fra il nobile Goffredo de Montmirail e la bella erede del duca di Puy, Fremebonda (Frenegonde in francese), è ormai imminente. Solo all'ultimo momento si scopre che i gioielli della famiglia del duca sono scomparsi: c'è tra questi la preziosissima reliquia, la Dentazza di Santa Rolanda, che da sempre assicura fertilità e prosperità alla casata di Puy.
Dopo i primi momenti di panico si capisce che i gioielli sono stati dimenticati nel XX secolo durante il precedente viaggio spazio-temporale effettuato da Goffredo. Questi dunque si vede costretto a ripercorrere il viaggio dal Medioevo al 1992.
Giunto in Francia, ritrova alcune persone già conosciute la volta precedente e apprende che la reliquia più importante è finita nelle mani di Jean Coion, scudiero di Goffredo, che ha preso il posto del suo discendente.
La ricerca del prezioso oggetto dà il via ad una girandola di situazioni, via via rese più complicate dagli equivoci, dai dubbi, dagli scambi di persone che si infittiscono e provocano grandi disastri. Goffredo e il suo scudiero devono reimpossessarsi della reliquia per chiudere i canali del tempo.
Dopo essere stati arrestati, liberati e aver partecipato al matrimonio della bella Philippine, figlia di Hubert di Montmirail, discendente di Goffredo, i due ritrovano la reliquia, bevono una pozione preparata da Monna Beatrice di Montmirail e spariscono, convinti di tornare a casa. Ma per l'erroneo utilizzo del liquore Grand Marnier durante la preparazione della pozione magica, quando i due si risvegliano si ritrovano nel 1793 e intorno a loro c'è la Rivoluzione francese.

## Seguiti
- I visitatori 3 - Liberté, egalité, fraternité (2016)